# 가이사타이
가이사타이(그리스어: Γαισάται)는 알프스산맥 론강 유역에 살던 갈리아인 전사 집단으로, 기원전 225년 텔라몬 전투에서 로마 공화국과 싸웠다. 그리스 역사가 폴리비오스는 "가이사타이"란 "용병"이라는 뜻이라고 기록했다. 그러나 갈리아어를 직역한 의미는 "(투창으로 무장한) 창병"이라는 뜻이었다. 이는 고대 게일어에서 "무장한 자", 대전사를 의미하는 가스케다크(고대 아일랜드어: gaiscedach)와 동계다. 게일어에서 "무기"는 gaisced 인데, 이는 창을 의미하는 게(gáe)에서 비롯된 말이다. 중세 아일랜드의, 왕국들로부터 독립된 무토지 유랑전사집단 피어너와의 비교도 밀접하다. (cf. Latin Hastati  "spearman", from hasta "spear")
폴리비우스의 기록에 따르면, 본래 갈리아인들의 땅이었던 피케눔이 로마에 넘어가자 갈리아 키살피나의 보이, 인수브리 두 부족의 부족장 콘콜리타누스와 아네로에스테스가 많은 양의 돈을 걷어 가이사타이를 고용했다.  가이사타이를 고용한 갈리아인들은 로마로 진군하면서 조우한 로마군을 한 번 격파했으나, 집정관 루키우스 아이밀리우스 파푸스가 군대를 끌고 오자 아네로에스테스의 의견에 따라 갈리아인들은 더 싸우지 않고 전리품을 챙겨 후퇴했다. 파푸스가 이를 추격했고, 다른 집정관 가이우스 아틸리우스 레굴루스가 에트룰리아의 텔라몬에서 퇴로를 끊었다. 가사이타이는 전열에 서 싸웠으며, 그들을 고용한 동맹 갈리아인들이 바지와 망토를 입은 것과 달리 벌거벗은 채 싸웠다고 한다. 이는 자신들의 자신감을 과시하고 또 의복이 덤불에 걸리지 않게 하기 위함이었다.
디오도로스 시켈로스 역시 갈리아인들 중 일부가 벗은 채 싸운다는 기록을 남겼는데, 자연이 그들을 보호해줄 것이라고 믿어서 그랬다고 한다. 건장한 체격에 벌거벗은 가이사타이들의 행색과 나팔소리와 함성에 로마인들은 당황했지만, 가이사타이의 작은 방패는 로마의 투창을 막아주지 못해 결국 가이사타이는 패퇴하고 동맹 갈리아인들은 로마인들에게 살육되었다. 콘콜리타누스는 포로로 잡혔고, 아네로에스테스는 소수의 부하들과 함께 탈출에 성공했다. 기원전 222년 인수브리의 땅에서 벌어진 클라스티디움 전투 때도 가이사타이가 고용되었지만, 이번에는 로마 기병대에 패퇴했다.
플루타르코스는 마르켈루스 영웅전에서 텔라몬 전투 때 알프스를 넘어 온 가이사타이의 수는 3만 명이었고, 클라스티디움에서 싸운 가이사타이는 1만 명이었다고 기록했다.